# Jagarzewo
Jagarzewo (niem. Jägersdorf) – wieś w Polsce położona w województwie warmińsko-mazurskim, w powiecie nidzickim, w gminie Janowo.
W latach 1954–1971 wieś należała i była siedzibą władz gromady Jagarzewo, po jej zniesieniu w gromadzie Janowo. W latach 1975–1998 miejscowość administracyjnie należała do województwa olsztyńskiego.
Przez wieś przebiega droga wojewódzka nr 604.
W lesie nieopodal wsi znajduje się cmentarz wojenny. Pochowano tu 17 żołnierzy armii niemieckiej i 6 żołnierzy armii rosyjskiej, poległych 28-30 sierpnia 1914 r.